# Кристалл (волейбольный клуб)
«Кристалл» — советский и российский мужской волейбольный клуб из Воронежа.

## История
В 1984 году в первой лиге чемпионата СССР дебютировала воронежская команда «Кристалл», представлявшая научно-производственное объединение «Электроника». Во втором по силе дивизионе всесоюзного первенства она провела 5 сезонов, занимая соответственно 9-е, 7-е, 10-е, 8-е и 12-е места, и в 1989 году выбыла из числа участников чемпионата СССР. В сезонах-1992/93 и 1993/94 Воронеж в первой лиге чемпионата России был представлен командой ВЭЛТ.
В 1993 году «Кристалл» был воссоздан на базе ДЮСШ № 14 по инициативе её директора Ивана Ивановича Шабунина. Он же на общественных началах занял пост главного тренера команды, взявшей старт во второй лиге чемпионата России. В первом составе нового «Кристалла» играли воспитанники ДЮСШ-14 Алексей Картаев, Константин Козлов, Игорь Крылов, Алексей Лопаев, Юрий Москалёв, Сергей Назинцев, Роман Цуканов и опытный воронежский волейболист Владимир Рыбин. Спустя три года команда добилась права играть в первой лиге, а в 1999 году, заняв второе место на финальном турнире в Воронеже и Братске перешла во второй по рангу дивизион российского чемпионата, который со следующего сезона стал называться высшей лигой «А».
Лучшего результата в своей истории «Кристалл» добился в сезоне-2000/01, когда занял 3-е место в первенстве высшей лиги «А» вслед за шагнувшими в элитный дивизион «Динамо-МГФСО-Олимпом» и «Октаном». Цвета команды защищали Андрей Борозинец, Алексей Картаев, Юрий Москалёв, Андрей Пенкин, Павел Пушечкин, Сергей Назинцев, Денис Попов, Игорь Россамахин, Евгений Садчиков. В межсезонье блокирующий Игорь Россамахин перешёл в московский «Луч», а ещё через год Валерий Алфёров пригласил в «Локомотив-Изумруд» связующего Сергея Назинцева, в 1997 году под его руководством завоевавшего бронзу молодёжного чемпионата мира.
По итогам сезона-2004/05 воронежский коллектив занял в высшей лиге «А» предпоследнее место и был вынужден спуститься в третий эшелон чемпионата — высшую лигу «Б». К этому времени из сильнейшего состава «Кристалла» остались только ставший новым капитаном команды связующий Андрей Пенкин, доигровщик Павел Пушечкин и либеро Евгений Садчиков. Наряду с ними лидерами «Кристалла» на ближайшие годы стали Алексей Беспалов, Александр Носов, Игорь Олейников, Александр Сергиенко, а ярко проявивший себя в сезоне-2005/06 нападающий Игорь Тюрин был приглашён в фарм-команду московского «Динамо», а впоследствии получил известность как игрок «Губернии», «Факела» и «Динамо-ЛО».
Перед стартом сезона-2009/10 бессменного наставника «Кристалла» Ивана Шабунина сменил его прежний помощник Виктор Антонович Мороз, но вследствие неудачного выступления команды в начале 2010 года произошла очередная тренерская рокировка и у руля команды встал Виктор Смирнов. «Кристаллу» не удалось добиться улучшения результатов, и, заняв 10-е место среди 12 команд зоны Европы высшей лиги «Б», воронежцы оказались в низшем профессиональном дивизионе — первой лиге. В сезоне-2010/11 команда под названием МВК «Воронеж» и под руководством Дмитрия Геннадьевича Митрофанова заняла 9-е место в первой лиге, но со следующего года в связи с объединением дивизионов чемпионата России снова стала выступать в высшей лиге «Б».
В межсезонье 2011 года произошло несколько заметных событий: мужская команда, вернувшая себе название «Кристалл», и женский клуб «Воронеж» объединились в некоммерческое партнёрство «Волейбольный клуб „Губернский“», а на должность главного тренера «Кристалла» был приглашён знаменитый волейболист и тренер, олимпийский чемпион Москвы-1980 Вячеслав Алексеевич Зайцев, до переезда в Воронеж работавший в системе «Локомотива-Белогорья». Контракт с Зайцевым был подписан на 3 года, и на этот срок перед ним ставилась задача вывести команду в высшую лигу «А», однако справиться с данной задачей удалось на год быстрее — по итогам финального турнира сезона-2012/13 в Красногорске и Барнауле «Кристалл» вместе с «Зорким» добился права на повышение в классе, спустя 8 лет вернувшись в подэлитный дивизион.
Летом 2013 года состав команды пополнили Виктор Щекалюк и Евгений Горчанюк, имеющие опыт выступлений за сборные Украины и Казахстана соответственно, вернулись в родной клуб Андрей Борозинец из «Нефтяника» и Сергей Назинцев из «Енисея», также игроками «Кристалла» стали победитель молодёжного чемпионата мира Илья Быковский из дубля новосибирского «Локомотива» и игрок «Зенита» Виталий Матыченко, но по ходу начавшегося сезона Назинцев, Горчанюк и Матыченко по разным причинам покинули Воронеж, а в феврале 2014 года в связи с неудовлетворительными результатами был уволен Вячеслав Зайцев. Вновь возглавивший команду Дмитрий Митрофанов за оставшееся время поднял её с 11-го на 7-е место в турнирной таблице. В трёх следующих сезонах «Кристалл» боролся за сохранение прописки в высшей лиге «А». С февраля 2015 по март 2017 года команду возглавлял Юрий Геннадьевич Локтев. В сезоне-2014/15 воронежцы неудачно выступили в переходном турнире, но остались во втором по рангу дивизионе по причине отказа от дальнейших выступлений «Тюмени», а спустя два года, завершив чемпионат серией из 12 поражений подряд, не смогли попасть в переходный турнир и напрямую выбыли в высшую лигу «Б».
После понижения «Кристалла» в классе команду покинули связующий Вадим Ожиганов и доигровщик Илья Никитин (перешли в барнаульский «Университет»), центральный блокирующий Дмитрий Коленковский и диагональный Егор Попов (оба — «Локомотив-Изумруд»), доигровщики Роман Яцута, Кирилл Гузь и центральный блокирующий Артём Киселёв. Завершили карьеру связующий Андрей Пенкин и либеро Евгений Садчиков. Пополнили состав в основном молодые игроки из фарм-команды.
Летом 2019 года генеральным спонсором «Кристалла» стало ПАО «Гpуппа „Чеpкизово“», в связи с чем команда получила название «Кристалл-Черкизово».

## Результаты в чемпионате России
| Сезон   | Лига                  | Место              | И  | В  | П  | С/П    | Главный тренер                      |
| ------- | --------------------- | ------------------ | -- | -- | -- | ------ | ----------------------------------- |
| 1993/94 | Вторая лига (III)     | 16-е               |    |    |    |        | Иван Шабунин                        |
| 1994/95 | Вторая лига (III)     | 10-е               |    |    |    |        | Иван Шабунин                        |
| 1995/96 | Вторая лига (III)     | 1-е                |    |    |    |        | Иван Шабунин                        |
| 1996/97 | Первая лига (III)     | 14-е               |    |    |    |        | Иван Шабунин                        |
| 1997/98 | Первая лига (IV)      | 4-е в зоне Европы  | 21 | 14 | 7  | 50:28  | Иван Шабунин                        |
| 1998/99 | Первая лига (IV)      | 2-е                | 45 | 39 | 6  | 120:35 | Иван Шабунин                        |
| 1999/00 | Высшая лига «А» (II)  | 7-е                | 42 | 30 | 12 | 107:54 | Иван Шабунин                        |
| 2000/01 | Высшая лига «А» (II)  | 3-е                | 42 | 24 | 18 | 98:76  | Иван Шабунин                        |
| 2001/02 | Высшая лига «А» (II)  | 8-е                | 44 | 20 | 24 | 74:86  | Иван Шабунин                        |
| 2002/03 | Высшая лига «А» (II)  | 4-е                | 42 | 23 | 19 | 87:73  | Иван Шабунин                        |
| 2003/04 | Высшая лига «А» (II)  | 7-е                | 36 | 15 | 21 | 60:73  | Иван Шабунин                        |
| 2004/05 | Высшая лига «А» (II)  | 11-е               | 44 | 13 | 31 | 64:106 | Иван Шабунин                        |
| 2005/06 | Высшая лига «Б» (III) | 5-е                | 45 | 24 | 21 | 94:72  | Иван Шабунин                        |
| 2006/07 | Высшая лига «Б» (III) | 7-е в зоне Европы  | 37 | 21 | 16 | 79:63  | Иван Шабунин                        |
| 2007/08 | Высшая лига «Б» (III) | 9-е в зоне Европы  | 37 | 19 | 18 | 75:60  | Иван Шабунин                        |
| 2008/09 | Высшая лига «Б» (III) | 8-е в зоне Европы  | 44 | 23 | 21 | 91:78  | Иван Шабунин                        |
| 2009/10 | Высшая лига «Б» (III) | 10-е в зоне Европы | 44 | 15 | 29 | 70:99  | Виктор Мороз, Виктор Смирнов        |
| 2010/11 | Первая лига (IV)      | 9-е                | 30 | 14 | 16 | 50:62  | Дмитрий Митрофанов                  |
| 2011/12 | Высшая лига «Б» (III) | 7-е в зоне «Запад» | 44 | 32 | 12 | 104:53 | Вячеслав Зайцев                     |
| 2012/13 | Высшая лига «Б» (III) | 2-е                | 50 | 27 | 23 | 107:86 | Вячеслав Зайцев                     |
| 2013/14 | Высшая лига «А» (II)  | 7-е                | 44 | 17 | 27 | 70:98  | Вячеслав Зайцев, Дмитрий Митрофанов |
| 2014/15 | Высшая лига «А» (II)  | 11-е               | 44 | 11 | 33 | 61:108 | Дмитрий Митрофанов, Юрий Локтев     |
| 2014/15 | Переходный турнир     | 3-е                | 6  | 3  | 3  | 14:9   | Юрий Локтев                         |
| 2015/16 | Высшая лига «А» (II)  | 10-е               | 44 | 17 | 27 | 71:96  | Юрий Локтев                         |
| 2016/17 | Высшая лига «А» (II)  | 12-е               | 44 | 11 | 33 | 54:108 | Юрий Локтев, Дмитрий Митрофанов     |
| 2017/18 | Высшая лига «Б» (III) | 6-е                | 42 | 20 | 22 | 83:78  | Дмитрий Митрофанов                  |
| 2018/19 | Высшая лига «Б» (III) | 2-е                | 34 | 22 | 12 | 77:49  | Дмитрий Митрофанов                  |
| 2019/20 | Высшая лига «Б» (III) | 4-е                | 34 | 24 | 10 | 84:48  | Дмитрий Митрофанов                  |
| 2020/21 | Высшая лига «Б» (III) | 4-е                | 39 | 24 | 15 | 82:56  | Дмитрий Митрофанов                  |
| 2021/22 | Высшая лига «Б» (III) | 4-е                | 36 | 27 | 9  | 89:37  | Дмитрий Митрофанов                  |
| 2022/23 | Высшая лига «Б» (III) | 3-е                | 34 | 24 | 10 | 80:40  | Дмитрий Митрофанов                  |
| 2023/24 | Высшая лига «Б» (III) | 5-е                | 50 | 28 | 22 | 102:73 | Дмитрий Митрофанов                  |

## Сезон-2024/25

### Переходы
- Пришли:  связующий Антон Кучумов (Грозный) , доигровщики Иван Секретов (Волжанин), Денис Кононов (Белгород), Егор Корнилевский, Кирилл Бердников, диагональные Максим Жданов (все - Кристалл 2008), Кирилл Гузь, центральные блокирующие Егор Лобатый (Ростов-Волей) и Роман Еркин (Ярославич)
- Ушли: связующий Денис Гулевич,  центральный блокирующий Николай Кэрэуш, доигровщики Дмитрий Ситников и Андрей Кружков

### Состав команды
| №                       | Имя                     | Год рождения            | Рост                    |                         |                         |
| Центральные блокирующие | Центральные блокирующие | Центральные блокирующие | Центральные блокирующие | Центральные блокирующие | Центральные блокирующие |
| ----------------------- | ----------------------- | ----------------------- | ----------------------- | ----------------------- | ----------------------- |
| 12                      | Никита Иванов           | 1999                    | 206                     |                         |                         |
| 13                      | Дмитрий Белавин         | 2006                    |                         |                         |                         |
| 14                      | Егор Лобатый            | 2002                    | 206                     |                         |                         |
| 16                      | Роман Еркин             | 1990                    | 204                     |                         |                         |
| Связующие               |                         |                         |                         |                         |                         |
| 3                       | Антон Кучумов           | 2004                    | 190                     |                         |                         |
| 6                       | Фёдор Шмидт             | 2008                    | 192                     |                         |                         |
| 17                      | Виктор Чекмачëв         | 2001                    | 191                     |                         |                         |
| Диагональные            |                         |                         |                         |                         |                         |
| 1                       | Максим Жданов           | 2008                    | 193                     |                         |                         |
| 10                      | Андрей Алехин           | 2006                    | 192                     |                         |                         |
| 13                      | Кирилл Гузь             | 1988                    | 193                     |                         |                         |

| №                                   | Имя               | Год рождения | Рост        |             |             |
| Доигровщики                         | Доигровщики       | Доигровщики  | Доигровщики | Доигровщики | Доигровщики |
| ----------------------------------- | ----------------- | ------------ | ----------- | ----------- | ----------- |
| 2                                   | Андрей Вербицкий  | 2007         | 192         |             |             |
| 4                                   | Егор Корнилевский | 2008         | 196         |             |             |
| 5                                   | Денис Кононов     | 2005         |             |             |             |
| 7                                   | Илья Ерохин       | 1999         | 180         |             |             |
| 8                                   | Максим Сенцов     | 1996         | 187         |             |             |
| 11                                  | Иван Секретов     | 2006         | 196         |             |             |
| 16                                  | Андрей Борозинец  | 1976         | 200         |             |             |
| 18                                  | Игорь Якунин      | 1999         | 185         |             |             |
| Либеро                              |                   |              |             |             |             |
| 9                                   | Кирилл Бердников  | 2008         | 194         |             |             |
| 15                                  | Андрей Зеликов    | 2005         | 185         |             |             |
| Главный тренер — Дмитрий Митрофанов |                   |              |             |             |             |
| Тренер — Андрей Борозинец           |                   |              |             |             |             |

## Фарм-команда
Фарм-команда «Кристалл» (Острогожск) образована в 2013 году, выступает в первой лиге чемпионата России — чемпионате Центрального федерального округа. Высшее достижение — 2-е место в Первой лиге ЦФО и 4-е место в общероссийском финальном турнире первой лиги сезона-2014/15.
| Сезон   | Лига                                   | Место |
| ------- | -------------------------------------- | ----- |
| 2013/14 | Первая лига ЦФО (IV)                   | 7-е   |
| 2014/15 | Первая лига ЦФО (IV)                   | 2-е   |
| 2014/15 | Первая лига. Общероссийский финал (IV) | 4-e   |
| 2015/16 | Первая лига ЦФО (IV)                   | 9-е   |
| 2016/17 | Первая лига ЦФО (IV)                   | 4-е   |
| 2017/18 | Первая лига ЦФО (IV)                   | 7-е   |
| 2018/19 | Первая лига ЦФО (IV)                   | 7-е   |
| 2019/20 | Первая лига ЦФО (IV)                   | 7-е   |
| 2020/21 | Не принимали участия в чемпионате      |       |
| 2021/22 | Первая лига ЦФО (IV)                   | 8-е   |
| 2022/23 | Первая лига ЦФО (IV)                   | 13-е  |

## Арена
Домашние матчи «Кристалла» проходят в физкультурно-оздоровительном комплексе Дворца творчества детей и молодёжи (площадь Детей, 1 корп. 2) и в спорткомплексе «Кристалл» (улица Перевёрткина, 5).